# Slimme Hans
Slimme Hans of Snuggere Hans is een sprookje dat werd opgetekend door de gebroeders Grimm in Kinder- und Hausmärchen met het nummer KHM32. De oorspronkelijke naam is Der gescheite Hans.

## Het verhaal
De moeder van Hans vraagt waar hij naartoe gaat en hij antwoordt dat hij naar Grietje gaat, die hem vraagt of hij iets bij zich heeft voor haar. Hij heeft niks voor Grietje bij zich en zij geeft hem een naald. Hans steekt de naald in een hooiwagen en loopt achter de wagen aan naar huis, hij vertelt zijn moeder dat hij een naald van Grietje heeft gekregen en deze in de hooiwagen heeft gestoken. Zijn moeder zegt dat hij de naald beter in zijn mouw had kunnen steken. De volgende dag gaat Hans opnieuw naar Grietje en komt opnieuw niks brengen. Grietje geeft hem een mes en Hans neemt het mee in zijn mouw. Ze vertelt dat het dom is om een mes in een mouw mee te nemen en zegt dat hij dit in een broekzak had moeten doen.
De volgende dag gaat Hans opnieuw naar Grietje en krijgt een geitje, wat hij vastbindt en in een zak stopt. Zijn moeder zegt dat hij het geitje aan een touw had moeten binden. Opnieuw gaat Hans naar Grietje en krijgt een stuk spek, wat hij aan een touw bindt en achter zich aan sleept. Honden komen aan en eten het op en als hij thuiskomt vertelt zijn moeder dat hij het spek op zijn hoofd had moeten dragen. Hans krijgt van Grietje een kalf en draagt dit op zijn hoofd, waarna het dier zijn gezicht kapottrapt. Moeder vertelt dat hij het dier aan een touw had moeten meenemen en aan de ruif had moeten vastbinden.
Hans gaat naar Grietje en Grietje gaat met hem mee. Hans bindt haar thuis vast aan de ruif. Moeder vertelt dat hij haar beter een knipoogje had kunnen geven en Hans loopt met een schaar naar buiten, waarna hij de ogen van de kalveren en schapen uitknipt. Hij geeft de ogen aan Grietje, waarna ze kwaad wegrent.

## Achtergronden
- Het sprookje komt uit de Mainstreek.
- In dit sprookje wordt domheid besproken, zie ook Knappe Elsje (KHM34), Frieder en Katherliesje (KHM59), De verstandige lieden (KHM104), Op reis gaan (KHM143) en De schrandere knecht (KHM162).
- In veel sprookjes trekt de domoor juist aan het langste eind omdat hij andere kwaliteiten heeft, zie Sprookje van iemand die erop uittrok om te leren griezelen (KHM4), Het zingende botje (KHM28), De drie talen (KHM33), De bijenkoningin (KHM62), De drie veren (KHM63), Gelukkige Hans (KHM83), Het aardmanneke (KHM91), De arme molenaarsknecht en het katje (KHM106) en Vogel Grijp (KHM165). De domoor is vaak de derde zoon en heet vaak Hans (denk aan de uitdrukking "zit niet zo te hannessen"). In Russische sprookjes heet hij Iwan. In het heden past hij niet, maar hij zal slagen in de toekomst.
- Er zijn nog enkele rijmverhalen over het huwelijk, zie De bruiloft van vrouw Vos (KHM38) en Het mooie Katrinelletje en Pief Paf Poltrie (KHM131).
- Hans en Grietje zijn veelvoorkomende namen in sprookjes, vaak werd een algemeen voorkomende naam gebruikt. Denk bijvoorbeeld aan het sprookje Hans en Grietje (KHM15), maar Kinder- und Hausmärchen bevatten nog vele andere sprookjes met de naam Hans.
- Vergelijk Knappe Elsje (KHM34) en Slimme Grietje (KHM77).